# Science Fiction (album de Brand New)
Pour les articles homonymes, voir Science Fiction (homonymie).
Albums de Brand New
Daisy
(2009)
Science Fiction est le cinquième et dernier album du groupe de rock américain Brand New. Il est sorti le 17 août 2017,, huit ans après le précédent album du groupe, Daisy.
L'album, en plus d'être un succès critique et commercial, est le premier album du groupe a se placer en première place du Billboard 200.

## Génèse
Après la sortie de leur quatrième album en 2009, Daisy, le groupe décide de faire une petite pause dans leur carrière. Ils reviennent en studio en juillet 2014 pour enregistrer de nouveaux morceaux. Durant l'enregistrement, ils annoncent se séparer durant l'année 2018 à travers des concerts et produits dérivés. L'album était initialement prévu pour 2016, mais fut décalé en septembre de la même année, les membres du groupe n'étant pas satisfait du produit final.

## Caractéristiques artistiques

### Pochette
La pochette de l'album est une photographie de deux femmes, Malin et Emma, sautant du haut d'un balcon. Elle fut prise par le photographe suédois Thobias Fäldt.

## Liste des chansons
| 1.    | Lit Me Up             | 6:17 |
| 2.    | Can't Get It Out      | 3:43 |
| 3.    | Waste                 | 4:36 |
| 4.    | Could Never Be Heaven | 3:16 |
| 5.    | Same Logic/Teeth      | 5:34 |
| 6.    | 137                   | 5:02 |
| 7.    | Out of Mana           | 5:15 |
| 8.    | In the Water          | 6:52 |
| 9.    | Desert                | 3:37 |
| 10.   | No Control            | 3:55 |
| 11.   | 451                   | 4:53 |
| 12.   | Batter Up             | 8:28 |
| 61:22 |                       |      |

## Membres
- Jesse Lacey – chant, guitare rythmique
- Vincent Accardi – guitare solo
- Garrett Tierney – basse
- Brian Lane – batterie